# Lokman Gör
Lokman Gör (sinh 15 tháng 12 năm 1990) là một cầu thủ bóng đá Thổ Nhĩ Kỳ, thi đấu cho câu lạc bộ Thổ Nhĩ Kỳ BB Erzurumspor ở vị trí hậu vệ.

## Sự nghiệp chuyên nghiệp
Lokman dành phần lớn sự nghiệp ban đầu ở giải hạng hai Thổ Nhĩ Kỳ, nhưng đã giúp Antalyaspor thăng hạng Süper Lig mùa giải 2015–16. Anh ra mắt trong chiến thắng 3–2 trước İstanbul Başakşehir F.K. ngày 15 tháng 8 năm 2015. Lokman chuyển đến Göztepe và giúp đội bóng thăng hạng Süper Lig mùa giải 2017–18.

## Sự nghiệp quốc tế
Lokman lần đầu đại diện A2 Thổ Nhĩ Kỳ trong trận hòa giao hữu 4–4 với Slovakia B.